# Надеин, Митрофан Александрович
Митрофа́н Алекса́ндрович Наде́ин (1839—1908) — генерал-лейтенант (1904) русской императорской армии, участник русско-турецкой войны 1877—1878 гг. и обороны Порт-Артура в русско-японскую войну 1904-1905 гг. Командовал сражением при Цзиньчжоу.

## Карьера
На службу поступил в 1856 году юнкером Подольского пехотного полка. В 1863 году получил звание подпоручика.
В рядах полка принимал участие в русско-турецкой войне, при обороне Шипки был ранен, за боевое отличие получил звание майора, орден Святого Георгия и Золотое оружие «За храбрость».
21 июля 1894 года произведён в полковники и назначен командиром 228-го Хвалынского резервного батальона. 26 ноября 1902 года произведён в генерал-майоры с назначением в распоряжение начальника Главного штаба. С 26 февраля 1904 года по 15 октября 1905 года командир 2-й бригады 4-й Восточно-Сибирской стрелковой дивизии, с которой участвовал в обороне Порт-Артура.
Принимал участие в боях 3 и 13 мая 1904 года, в ходе которых был ранен в руку и контужен. В октябре и ноябре 1904 года руководил обороной Восточного фронта при отражении японских штурмов.
22 октября 1904 года получил чин генерал-лейтенанта.
После сдачи Порт-Артура отправился в японский плен.
21 февраля 1907 года назначен членом Александровского комитета о раненых.

## Семья
Был женат. Имел 6 детей.

## Награды
- Орден Святой Анны 3-й степени с мечами и бантом (1877)
- Орден Святого Георгия 4-й степени (27 февраля 1878) — «В воздаяние за отличие, оказанное при сосредоточенной атаке турецкой армии у деревни Шипки, 28 Декабря 1877 года, где, вызвавшись в охотники, первым со стрелками полка вскочил в неприятельскую траншею на шоссе и занял её, невзирая на перекрестный ружейный и артиллерийский огонь.»[2]
- Золотое оружие с надписью «За храбрость» (5 июня 1878)[3]
- Орден Святого Владимира 4-й степени с бантом (1883)
- Орден Святого Станислава 2-й степени (1883)
- Орден Святой Анны 2-й степени (1888)
- Орден Святого Владимира 3-й степени (1899)
- Орден Святого Станислава 1-й степени с мечами (24 октября 1904)
- Орден Святого Георгия 3-й степени (27 января 1905) — «За отличие в делах против японцев при отбитии штурмов Порт-Артура в октябре месяце и с 7 по 19 ноября 1904 года»[4]